# ×Carduogalactites
× Carduogalactites là một chi thực vật có hoa trong họ Cúc (Asteraceae).

## Loài
Chi × Carduogalactites gồm các loài: